# 本都王国
本都王国，又称本都帝国，是公元前3世纪至至公元后1世纪期间一个以安那托利亚地区为中心的希腊化国家。其君主是希腊化的波斯人，自称是阿契美尼德王朝君主大流士一世的后裔。
本都一词在希腊语中意思是“海”。本都原本是波斯阿契美尼德王朝的附属国，其根据地位于克泽尔河一带。继业者战争期间从属于安提柯王朝。安提柯一世战死之后，米特拉达梯一世于前281年宣布独立，定都阿马西亚，建立本都王国。
本都土地肥沃，谷物繁多，矿产资源也十分丰富，因此迅速成为一个强大的国家。
本都与马其顿的安提柯王朝、帕加马的阿塔罗斯王朝长期争雄。法尔纳克一世在位期间征服锡诺普，迁都于此。
在本都王国的晚期，马其顿的安提柯王朝、帕加马的阿塔罗斯王朝先后为罗马共和国所吞并，塞琉古帝国和埃及的托勒密王朝都衰退，本都直接面临来自古罗马的威胁。
米特拉达梯六世在位期间，本都势力达到全盛，科尔基斯和博斯普鲁斯王国都被本都征服，称霸黑海沿岸。还侵略罗马的属国比提尼亚和卡帕多细亚。这引发了本都与罗马之间的战争。这场所谓的米特拉达梯战争最终以本都的战败告终。本都的大部分领土于前64年被罗马占领。米特拉达梯六世逃往博斯普鲁斯王国，在博斯普鲁斯继续称王，但于前63年被迫自杀。
其子法尔纳克二世向罗马投降，被罗马人当作盟友，仍旧为称本都国王兼博斯普鲁斯国王，但其统治区域只有博斯普鲁斯之地。但法尔纳克仍旧希望夺回本都之地，于前48年趁罗马内战之机进军安纳托利亚，结果在泽拉城（今土耳其境内）附近被凯撒彻底击败。本都王国仍旧被作为罗马的附属国而保留，直到公元64年被罗马皇帝尼禄废除。